# Rafael Martín Vázquez
Pour les articles homonymes, voir Rafael Martin et Vázquez.
Rafael Martín Vázquez (né le 25 septembre 1965 à Madrid) est un footballeur professionnel espagnol, qui évoluait au poste de milieu de terrain.

## Biographie
Rafael Martín Vázquez rejoint l'équipe junior du Real Madrid en 1980. Il fait ses débuts avec l'équipe première du Real Madrid en 1983, où il devient célèbre en faisant partie de la Quinta del Buitre. 
Martín Vázquez reste à Madrid jusqu'à la fin de la saison 1989-1990, puis il part tenter sa chance en Italie avec l'ambitieux Torino. Il dispute les deux finales perdues de la Coupe de l'UEFA contre l'Ajax Amsterdam en 1992. À l'été 1992, il signe en faveur de l'Olympique de Marseille, candidat déclaré à la victoire finale de la Ligue des Champions. Mais peinant à s'imposer, il quitte le navire phocéen en cours de saison pour revenir au Real Madrid. Son second contrat au club dure jusqu'en 1995.
De 1995 à 1997, il signe au Deportivo La Corogne. Durant l'été 1997, il suit ses partenaires de club Míchel et Emilio Butragueño à l'Atlético Celaya, au Mexique. En début d'année 1998, il revient en Europe et tente l'aventure en Bundesliga avec Karlsruhe, mais sans succès et décide alors de se retirer des terrains de football.
Rafael Martín Vázquez a donc connu la meilleure période de sa carrière dans les années 80 avec le Real Madrid, avec lequel il gagne six titres de Liga, deux Coupes de l'UEFA et deux Coupes du Roi. Durant cette même période, il joue 38 fois pour la sélection espagnole et notamment lors de l'Euro 88 en Allemagne et de la Coupe du Monde 1990 en Italie.
Actuellement, Rafael Martín Vázquez est l'entraîneur de l'équipe junior du Real Madrid. Il est également consultant sur la chaîne de télévision TVE.

## Palmarès

### En Club
- Vainqueur de la Coupe de l'UEFA en 1985 et en 1986 avec le Real Madrid
- Champion d'Espagne en 1986, 1987, 1988, 1989, 1990 et en 1995 avec le Real Madrid
- Vainqueur de la Coupe du Roi en 1989 et en 1993 avec le Real Madrid
- Vainqueur de la Ligue des Champions en 1993 avec l'Olympique de Marseille
- Vainqueur de la Coupe de la Ligue en 1985 avec le Real Madrid
- Vainqueur de la Supercoupe d'Espagne en 1988, 1989, 1990 et en 1993 avec le Real Madrid
- Vice-Champion d'Espagne en 1984 avec le Real Madrid
- Finaliste de la Coupe de l'UEFA en 1992 avec le Torino
- Finaliste de la Coupe du Roi en 1990 avec le Real Madrid
- Finaliste de la Supercoupe d'Espagne en 1995 avec le Real Madrid

### EnÉquipe d'Espagne
- 38 sélections et 1 but entre 1987 et 1992
- Champion d'Europe des Nations Espoirs en 1986 avec les Espoirs
- Participation au Championnat d'Europe des Nations en 1988 (Premier Tour)
- Participation à la Coupe du Monde en 1990 (1/8 de finaliste)

### Distinction personnelle
- Prix Don Balón du Meilleur joueur espagnol en 1990